# Conleyus
Conleyus is een geslacht van kreeftachtigen uit de klasse van de Malacostraca (hogere kreeftachtigen).

## Soort
- Conleyus defodio Ng & N. K. Ng, 2003